# Mučín
Mučín es un municipio del distrito de Lučenec en la región de Banská Bystrica, Eslovaquia, con una población estimada a final del año 2024 de 771 habitantes.
Se encuentra ubicado en el centro-sur de la región, en el valle del río Ipoly —un afluente izquierdo del Danubio— y cerca de la frontera con Hungría.

## Demografía
| Año        | 1994 | 2004    | 2014     | 2024    |
| ---------- | ---- | ------- | -------- | ------- |
| Población  | 676  | 687     | 772      | 771     |
| Diferencia |      | +1,62 % | +12,37 % | −0,12 % |

| Año        | 2023 | 2024    |
| ---------- | ---- | ------- |
| Población  | 761  | 771     |
| Diferencia |      | +1,31 % |